# Big Brother (Česko)
Big Brother je česká reality show, licenční verze nizozemského formátu Big Brother. Vysílána byla na TV Nova v roce 2005, vznikla jediná řada.
V roce 2023 česká TV Nova a slovenská TV Markíza oznámily přípravu česko-slovenské verze pořadu.

## Popis
| Big Brother              |                |
| Jména                    | celkové pořadí |
| David „Shrek“ Šín        | 1. místo       |
| Eva Horzinková           | 2. místo       |
| Filip Trojovský          | 3. místo       |
| Lena Záhorská            | 4. místo       |
| Renata „Kajdžas“ Angelov | 5. místo       |
| Milan Pešek              | 6. místo       |
| Sylva Ondrušíková        | 7. místo       |
| Markéta Zapletalíková    | 8. místo       |
| Karel Frýd               | 9. místo       |
| Oksana Korotchuk         | 10. místo      |
| David Hartman            | 11. místo      |
| Terezie Olivová          | 12. místo      |
| Šárka Šusterová          | 13. místo      |
| Jaroslav Nýdecký         | 14. místo      |
| Petr Smětala             | 15. místo      |
| Petr Běhounek            | 16. místo      |
| Klára Horzinková         | 17. místo      |

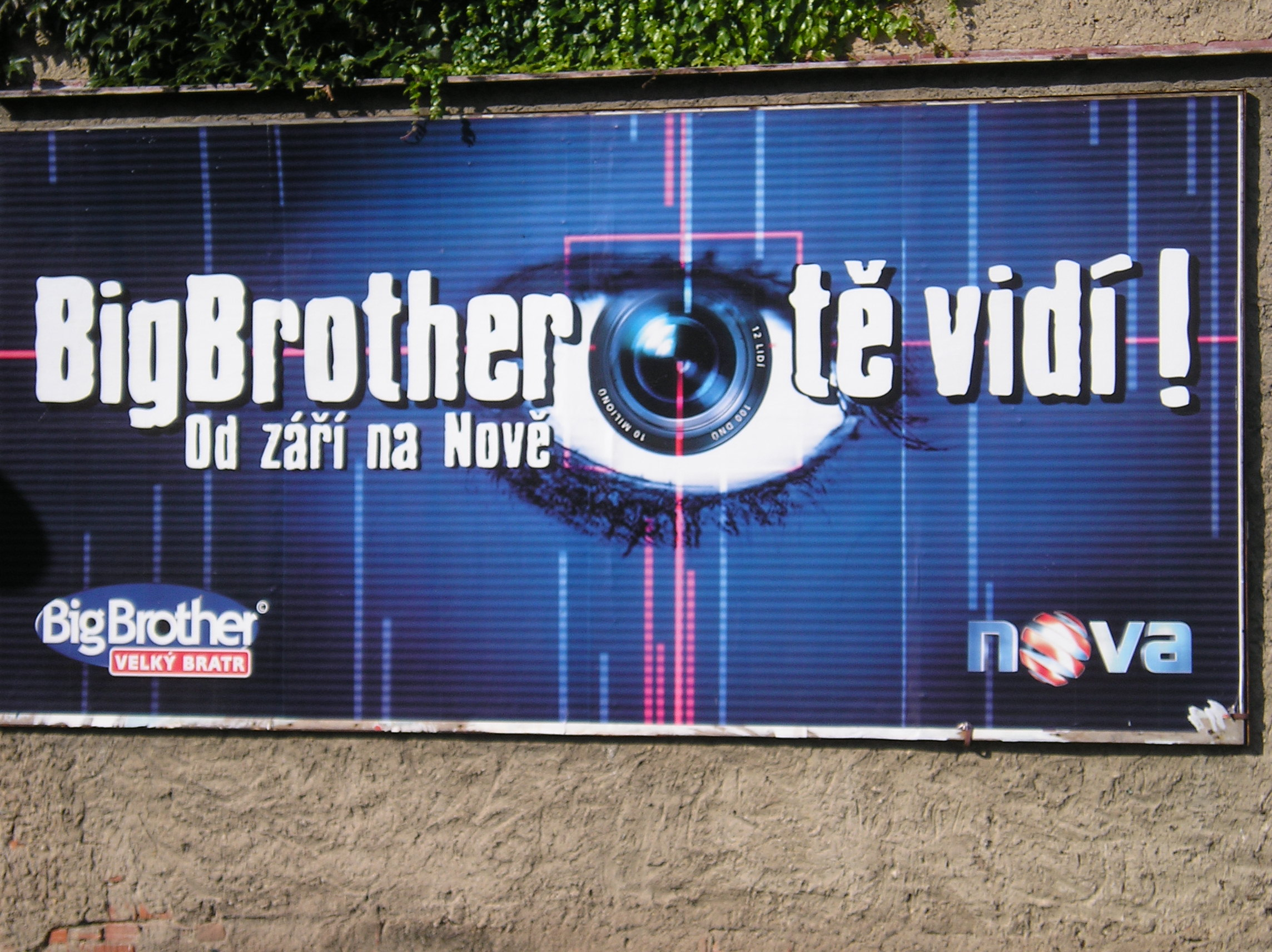
Billboard lákající ke sledování reality show Big Brother

Dne 28. srpna 2005 odvysílala TV Nova úvodní část reality show. Původně měla nominace na vyřazení probíhat v neděli a diváci měli hlasovat do příští neděle. Diváci měli hlasovat, koho ve vile nechtějí. Po prvním vyřazení došlo ke změně. Nominace byly již ve středu (hlasovalo se do neděle) a diváci hlasovali pro toho, kdo má ve vile zůstat. Televize Nova původně oznámila, že po zaváděcím týdnu, kdy bude soutěž v hlavním čase od 20:00, se přesune na podvečer. Toto bylo ve druhém týdnu náhle změněno tak, aby Big Brother šel proti konkurenční show VyVolení od 20:00 (popř. 21:00). Protože sledovanost show stále klesala, bylo rozhodnuto k přesunu na podvečerní čas 17:20 od 26. září.
Vítězem se 18. prosince po 112 dnech soutěže stal David Šín, zvaný Šrek. Získal 55 % hlasů, jeho soupeřka ve finále Eva Horzinková získala 45 % finálových hlasů. Na třetím místě skončil Filip Trojovský.

### Pokuta Rady pro rozhlasové a televizní vysílání
Za vysílání soutěže Big Brother mezi šestou ranní a dvaadvacátou hodinou večer udělila Rada pro rozhlasové a televizní vysílání Nově pokuty v celkové výši 43,3 milionu korun. Podle Rady byly díly vysílané v tomto čase způsobilé ohrozit fyzický, psychický i morální vývoj dětí, protože byly charakteristické řadou manipulativních praktik, agresí, verbální vulgaritou, jednáním pod vlivem alkoholu, uměle a samoúčelně exponovanou sexualitou.

### Tabulka nominací
|                         | Týden 1                          | Týden 2                 | Týden 3                  | Týden 4                  | Týden 5                             | Týden 6                               | Týden 7                   | Týden 8                  | Týden 9                 | Týden 10                   | Týden 11                | Týden 13          | Týden 13                        | Týden 14            | Týden 15                  | Týden 16                  |
| Kolo 1                  | Týden 1                          | Týden 2                 | Týden 3                  | Týden 4                  | Týden 5                             | Týden 6                               | Týden 7                   | Týden 8                  | Týden 9                 | Týden 10                   | Týden 11                | Kolo 2            |                                 | Týden 14            | Týden 15                  | Týden 16                  |
| ----------------------- | -------------------------------- | ----------------------- | ------------------------ | ------------------------ | ----------------------------------- | ------------------------------------- | ------------------------- | ------------------------ | ----------------------- | -------------------------- | ----------------------- | ----------------- | ------------------------------- | ------------------- | ------------------------- | ------------------------- |
| David Š                 | Klára                            | Filip Markéta           | Jaroslav Eva             | Petr S Jaroslav          | Šárka Lena                          | Oksana David H                        | Oksana David H            | Oksana Eva               | Eva Karel               | Markéta Eva                | Eva Sylva               | Eva Milan         | Eva                             | Renata              | Lena Filip                | Vítěz (Day 113)           |
| Eva                     | Nominována                       | Milan Lena              | Milan Lena               | Milan Sylva              | Lena Terezie                        | Filip Terezie                         | Oksana David H            | Sylva Karel              | Sylva Karel             | Markéta Sylva              | Sylva Milan             | Milan Filip       | Milan                           | Renata              | Lena Filip                | Runner Up (Day 113)       |
| Filip                   | Klára                            | Markéta Karel           | Vyřazen (Day 15)         | Vyřazen (Day 15)         | Příchod                             | Eva Oksana                            | Markéta Karel             | Oksana Karel             | Karel Sylva             | Eva Sylva                  | Sylva Eva               | Eva Milan         | David Š                         | Nominován           | Eva David Š               | 3. místo (Day 113)        |
| Lena                    | Klára                            | Eva Jaroslav            | Šárka Petr B             | Petr S Šárka             | Šárka Markéta                       | Oksana David H                        | Oksana David H            | Oksana Karel             | Karel Markéta           | Markéta David Š            | Eva Sylva               | Eva Milan         | Eva                             | Renata              | Eva David Š               | Vyřazena (Day 109)        |
| Renata                  | Nebyla v domě                    | Nebyla v domě           | Nebyla v domě            | Nebyla v domě            | Nebyla v domě                       | Nebyla v domě                         | Nebyla v domě             | Nebyla v domě            | Nebyla v domě           | Nebyla v domě              | Nebyla v domě           | Příchod           | Milan                           | Nominována          | Vyřazena (Day 99)         | Vyřazena (Day 99)         |
| Milan                   | Klára                            | Petr B Terezie          | Petr B Šárka             | Terezie Šárka            | Šárka Terezie                       | Oksana Terezie                        | Oksana David H            | Oksana Karel             | None                    | Eva Sylva                  | Eva Sylva               | Eva Filip         | Eva                             | Vyřazen (Day 92)    | Vyřazen (Day 92)          | Vyřazen (Day 92)          |
| Sylva                   | Klára                            | Milan Eva               | Milan Petr B             | Petr S Milan             | Eva Lena                            | Oksana David H                        | Oksana David H            | Oksana Eva               | Eva Filip               | Eva Filip                  | Filip Eva               | Vyřazena (Day 78) | Vyřazena (Day 78)               | Vyřazena (Day 78)   | Vyřazena (Day 78)         | Vyřazena (Day 78)         |
| Markéta                 | Klára                            | Terezie Sylva           | Šárka Petr B             | Eva Terezie              | Terezie Eva                         | Oksana David H                        | Oksana David H            | Oksana Eva               | Eva Sylva               | Eva Lena                   | Vyřazena (Day 71)       | Vyřazena (Day 71) | Vyřazena (Day 71)               | Vyřazena (Day 71)   | Vyřazena (Day 71)         | Vyřazena (Day 71)         |
| Karel                   | Klára                            | Markéta David Š         | Markéta David Š          | Petr S Milan             | Milan Lena                          | David H Oksana                        | Oksana Eva                | Oksana Eva               | Eva Lena                | Vyřazen (Day 64)           | Vyřazen (Day 64)        | Vyřazen (Day 64)  | Vyřazen (Day 64)                | Vyřazen (Day 64)    | Vyřazen (Day 64)          | Vyřazen (Day 64)          |
| Oksana                  | Nebyla v domě                    | Nebyla v domě           | Příchod                  | Příchod                  | Karel Šárka                         | David Š David H                       | Milan Markéta             | Markéta Filip            | Vyřazena (Day 57)       | Vyřazena (Day 57)          | Vyřazena (Day 57)       | Vyřazena (Day 57) | Vyřazena (Day 57)               | Vyřazena (Day 57)   | Vyřazena (Day 57)         | Vyřazena (Day 57)         |
| David H                 | Nebyl v domě                     | Nebyl v domě            | Nebyl v domě             | Nebyl v domě             | Příchod                             | Filip Markéta                         | Oksana Markéta            | Vyřazen (Day 50)         | Vyřazen (Day 50)        | Vyřazen (Day 50)           | Vyřazen (Day 50)        | Vyřazen (Day 50)  | Vyřazen (Day 50)                | Vyřazen (Day 50)    | Vyřazen (Day 50)          | Vyřazen (Day 50)          |
| Terezie                 | Klára                            | Milan Markéta           | Milan Petr B             | Milan Šárka              | Šárka Eva                           | Markéta Eva                           | Vyřazena (Day 43)         | Vyřazena (Day 43)        | Vyřazena (Day 43)       | Vyřazena (Day 43)          | Vyřazena (Day 43)       | Vyřazena (Day 43) | Vyřazena (Day 43)               | Vyřazena (Day 43)   | Vyřazena (Day 43)         | Vyřazena (Day 43)         |
| Šárka                   | Klára                            | Terezie Lena            | Terezie Lena             | Terezie Petr S           | Milan Lena                          | Vyřazena (Day 36)                     | Vyřazena (Day 36)         | Vyřazena (Day 36)        | Vyřazena (Day 36)       | Vyřazena (Day 36)          | Vyřazena (Day 36)       | Vyřazena (Day 36) | Vyřazena (Day 36)               | Vyřazena (Day 36)   | Vyřazena (Day 36)         | Vyřazena (Day 36)         |
| Petr S                  | Nebyl v domě                     | Nebyl v domě            | Příchod                  | Sylva Šárka              | Vyřazen (Day 29)                    | Vyřazen (Day 29)                      | Vyřazen (Day 29)          | Vyřazen (Day 29)         | Vyřazen (Day 29)        | Vyřazen (Day 29)           | Vyřazen (Day 29)        | Vyřazen (Day 29)  | Vyřazen (Day 29)                | Vyřazen (Day 29)    | Vyřazen (Day 29)          | Vyřazen (Day 29)          |
| Jaroslav                | Klára                            | Petr B Eva              | Petr B Eva               | Šárka Petr S             | Vyloučen (Day 29)                   | Vyloučen (Day 29)                     | Vyloučen (Day 29)         | Vyloučen (Day 29)        | Vyloučen (Day 29)       | Vyloučen (Day 29)          | Vyloučen (Day 29)       | Vyloučen (Day 29) | Vyloučen (Day 29)               | Vyloučen (Day 29)   | Vyloučen (Day 29)         | Vyloučen (Day 29)         |
| Petr B                  | Klára                            | Markéta Jaroslav        | Terezie Milan            | Vyřazen (Day 22)         | Vyřazen (Day 22)                    | Vyřazen (Day 22)                      | Vyřazen (Day 22)          | Vyřazen (Day 22)         | Vyřazen (Day 22)        | Vyřazen (Day 22)           | Vyřazen (Day 22)        | Vyřazen (Day 22)  | Vyřazen (Day 22)                | Vyřazen (Day 22)    | Vyřazen (Day 22)          | Vyřazen (Day 22)          |
| Klára                   | Nominována                       | Vyřazena (Day 1)        | Vyřazena (Day 1)         | Vyřazena (Day 1)         | Vyřazena (Day 1)                    | Vyřazena (Day 1)                      | Vyřazena (Day 1)          | Vyřazena (Day 1)         | Vyřazena (Day 1)        | Vyřazena (Day 1)           | Vyřazena (Day 1)        | Vyřazena (Day 1)  | Vyřazena (Day 1)                | Vyřazena (Day 1)    | Vyřazena (Day 1)          | Vyřazena (Day 1)          |
| Vyloučení               | Nikdo                            | Nikdo                   | Nikdo                    | Jaroslav                 | Nikdo                               | Nikdo                                 | Nikdo                     | Nikdo                    | Nikdo                   | Nikdo                      | Nikdo                   | Nikdo             | Nikdo                           | Nikdo               | Nikdo                     | Nikdo                     |
| Nominace spolubydlících | Eva, Klára                       | Filip, Markéta, Šárka   | Milan, Petr B            | Petr S, Šárka            | David Š, Lena, Oksana, Šárka, Sylva | David H, Eva, Filip, Markéta, Terezie | David H, Oksana           | Eva, Karel, Oksana       | Eva, Karel              | Eva, Markéta, Milan, Sylva | Eva, Sylva              | Eva, Milan        | Eva, Filip, Lena, Milan, Renata | Filip, Renata       | David Š, Eva, Filip, Lena | David Š, Eva, Filip       |
| Vyřazování (% hlasů)    | Klára 11 hlasů z 11 pro vyřazení | Filip 80 % pro vyřazení | Petr B 77 % pro vyřazení | Petr S 86 % pro vyřazení | Šárka 9 % pro záchranu              | Terezie 7 % pro záchranu              | David H 34 % pro záchranu | Oksana 30 % pro záchranu | Karel 54 % pro vyřazení | Markéta 11 % pro záchranu  | Sylva 10 % pro záchranu | None              | Milan ? % pro záchranu          | Renata 3 hlasy ze 3 | Lena ? % pro záchranu     | Filip 24 % (3. ze tří)    |
| Vyřazování (% hlasů)    | Klára 11 hlasů z 11 pro vyřazení | Filip 80 % pro vyřazení | Petr B 77 % pro vyřazení | Petr S 86 % pro vyřazení | Šárka 9 % pro záchranu              | Terezie 7 % pro záchranu              | David H 34 % pro záchranu | Oksana 30 % pro záchranu | Karel 54 % pro vyřazení | Markéta 11 % pro záchranu  | Sylva 10 % pro záchranu | None              | Milan ? % pro záchranu          | Renata 3 hlasy ze 3 | Lena ? % pro záchranu     | Eva 45 % (2. ze dvou)     |
| Vyřazování (% hlasů)    | Klára 11 hlasů z 11 pro vyřazení | Filip 80 % pro vyřazení | Petr B 77 % pro vyřazení | Petr S 86 % pro vyřazení | Šárka 9 % pro záchranu              | Terezie 7 % pro záchranu              | David H 34 % pro záchranu | Oksana 30 % pro záchranu | Karel 54 % pro vyřazení | Markéta 11 % pro záchranu  | Sylva 10 % pro záchranu | None              | Milan ? % pro záchranu          | Renata 3 hlasy ze 3 | Lena ? % pro záchranu     | David Š 55 % (1. ze dvou) |